# Коваль Руслан Вадимович
Руслан Коваль — український актор театру та кіно.

## Біографія
Народився 4 січня 1984 року у місті Кривий Ріг.
2003 року закінчив Дніпропетровський державний обласний театрально-художній коледж.
З 2003 по 2005 роки він працював актором Одеського російського драматичного театру. Потім деякий час працював у Криворізькому театрі драми та музичної комедії ім. Т. Шевченка.
З 2010 по 2017 роки Руслан Коваль був актором Миколаївського академічного художнього російського драматичного театру.
Знявся у більше ніж 30 фільмах.

## Вибрана фільмографія
- Слід (2022), серіал[5]
- Дисидент (2022), фільм
- Топтун (2021), серіал
- Туди, де є любов (2018) Реклама
- Черкаси (2018), фільм
- Зустрічна смуга (2017), серіал
- Особисте життя офіційних людей (2003), серіал